# سدریک میمبالا
سدریک میمبالا (انگلیسی: Cédric Mimbala؛ زادهٔ ۲۲ اوت ۱۹۸۶) بازیکن فوتبال اهل آلمان است.
از باشگاه‌هایی که در آن بازی کرده‌است می‌توان به باشگاه فوتبال شالکه ۰۴، باشگاه فوتبال روت وایس اهلن، باشگاه فوتبال اس‌سی فورتونا کلن، باشگاه فوتبال انرژی کوتبوس، و باشگاه فوتبال مانهایم اشاره کرد.
وی همچنین در تیم ملی فوتبال جمهوری دموکراتیک کنگو بازی کرده‌است.